# Seira (Huesca)
Seira (Seira en aragonés) es un municipio español de la provincia de Huesca perteneciente a la comarca de La Ribagorza, en la comunidad autónoma de Aragón.

## Geografía

### Núcleos de población del municipio
- Abi.
- Barbaruéns.
- Seira (capital del municipio).

## Clima
Su temperatura media anual del período 1935-1970 es de +10,9 grados, siendo su media de precipitación de 1158,8 mm.

## Demografía
Seira cuenta con una población de 146 habitantes (INE 2024).
| Gráfica de evolución demográfica de Seira entre 1842 y 2021 |
| |
| Población de derecho según los censos de población del INE Población de hecho según los censos de población del INEEntre el censo de 1857 y el anterior, este municipio desaparece porque se integra en el municipio Barbaruens Entre el censo de 1877 y el anterior, aparece este municipio porque cambia de nombre y desaparece el municipio Barbaruens |

## Administración y política
| Período   | Alcalde                    | Partido |  |
| --------- | -------------------------- | ------- |  |
| 1979-1983 | Gerardo Altemir Pallaruelo | UCD     |  |
| 1983-1987 |                            |         |  |
| 1987-1991 |                            |         |  |
| 1991-1995 |                            |         |  |
| 1995-1999 |                            |         |  |
| 1999-2003 |                            |         |  |
| 2003-2007 |                            |         |  |
| 2007-2011 | José María Aventín Guillén | PSOE    |  |
| 2011-2015 | José María Palacín Fumat   | PSOE    |  |
| 2015-2019 | Daniel Larramona Campo     | PP      |  |

| Partido político    | Partido político                                   | 2003   | 2007   | 2011   | 2015   | 2019   |
| Partido político    | Partido político                                   | Ediles | Ediles | Ediles | Ediles | Ediles |
|                     | Partido Popular de Aragón (PP)                     | 0      | 0      | 1      | 3      | 4      |
|                     | Partido de los Socialistas de Aragón (PSOE-Aragón) | 4      | 3      | 3      | 2      | 1      |
|                     | Partido Aragonés (PAR)                             | —      | —      | 0      | 0      | 0      |
|                     | Chunta Aragonesista (CHA)                          | 1      | 1      | 1      | —      | —      |
| Total de concejales | Total de concejales                                | 5      | 4      | 5      | 5      | 5      |

## Fiestas
- 16 de julio.
- 15 de agosto.

## Rutas
Las siguientes rutas de senderismo pasan por la localidad:
- PR-HU 51 : empieza aquí su trayecto.